# Metoda disanja Butejko
Butejko tehnika disanja ili metoda Butejko oblik je komplementarne ili alternativne fizikalne terapije koja predlaže korišćenja vežbi disanja za lečenje astme, kao i drugih bolesti pluća. Ova metoda je dobila ime po ukrajinskom lekaru Konstantinu Pavloviču Butejku (Константин Павлович Бутейко), koji je prvi formulisao svoje principe tokom 1950ih godina. Ova metoda se zasniva na pretpostavci da su brojni medicinski uslovi, uključujući astmu, izazvane hronično povećanim disanjem ili dubljim disanjem (hiperventilacijom). Međutim, ova teorija nije široko podržana u medicinskoj zajednici zbog nedostatka dokaza koji metodu podržavaju, odnosno nema dovoljno dokaza da ona funkcioniše u praksi. 
U srži, metoda Butejko je serija vežbi smanjenog disanja koje se fokusiraju na nosna disanja, zadržavanje daha i opuštanje.
Istraživanje upotrebe metode Butejko je usmerena skoro isključivo na lečenje astme, i imala je metodoloških problema. Studije nisu pronašle objektivne mere za podršku ove metode, iako postoje rezultati koji pokazuju da može poboljšati subjektivne mere, kao što su simptomi i kvalitet života astmaticara. Kritike ovih medicinskih literatura su došli do različitih zaključaka o snazi dokaza koji podržavaju metodu Butejko; pojedini ne podržavaju njenu upotrebu, dok su drugi zaključili da postoji dovoljno dokaza, da se razmotri kao kvalifikovana podrška.

## Spoljašnje veze
- „O metodi Butejko iz prve ruke“
- O Butejkovoj tehnici disanja na